# 지플랫
지플랫(영어: Z.flat, 본명: 최환희, 본명 한자: 崔煥喜, 2001년 8월 3일 ~ )은 대한민국의 래퍼다.

## 음반 목록
싱글
- "디자이너 (Designer)"

## 출연 작품

### 텔레비전 프로그램
- TV조선 《인생다큐 마이웨이》 (2016) - 故 최진실 편 VCR 출연
- tvN 《애들생각》 (2019) - 고정 출연
- KBS2 《갓파더》(2022) - 고정 출연
- Mnet 《쇼미더머니 10》 (2021) - 3차탈락